# Gnomonia tetraspora
Gnomonia tetraspora är en svampart som beskrevs av Georg Winter 1872. Gnomonia tetraspora ingår i släktet Gnomonia och familjen Gnomoniaceae.   Inga underarter finns listade i Catalogue of Life.